# Уэлч, Джек
Джон Фрэнсис «Джек» Уэлч-младший (англ. John Francis «Jack» Welch, Jr., 19 ноября 1935 — 1 марта 2020) — американский предприниматель. В 1981—2001 годах генеральный директор General Electric (GE), затем являлся советником группы CEO, входящих в Fortune 500.

## Биография
Родился в семье железнодорожного кондуктора Джона Уэлча и домохозяйки Грейс Уэлч. Окончил среднюю школу в Салеме, а затем университет Массачусетса в Амхерсте, получив степень бакалавра химического машиностроения. В 1957 поступил в магистратуру Иллинойсского университета в Урбане-Шампейне, после окончания которого получил учёную степень.
В 1960 году устроился на должность инженера в General Electric. Проработав в компании год, он решил покинуть её — его не устраивала царившая там бюрократия; однако исполнительный директор подразделения Рубен Гутофф уговорил его не делать этого, пообещав увеличить зарплату и оградить от препон и проволочек.
В 1969 году возглавил там отделение пластмасс. Через два года его назначили руководителем химико-металлургического подразделения. В июне 1973 года Рубена Гутоффа назначили главой стратегического планирования компании; его предыдущую должность занял Уэлч. В конце 1977 года он стал руководителем сектора потребительских товаров.
1 апреля 1981 года Джек Уэлч был назначен председателем и исполнительным директором GE. В 2001 году он завершил там свою карьеру, его преемником стал Джеффри Иммельт.
Следуя правилу, что бизнес должен быть первым или вторым по занимаемой доле рынка в своей отрасли, в противном случае его нужно продавать, Уэлч оставлял за собой пустые здания, благодаря чему получил прозвище Нейтронный Джек.
При увольнении 6 сентября 2001 года Уэлч получил крупнейший в истории «золотой парашют» в 417 млн долларов США. В 2006 году его состояние оценивалось в 720 млн долларов.
Школа бизнеса Университета Святейшего Сердца (Фэрфилда, штат Коннектикут), которой Джек Уэлч в 2006 году пожертвовал большую сумму, носит его имя.

## В массовой культуре
- Сериал «Самый громкий голос» (2019). Роль исполнил Джон Финн.

## Книги
- Jack: «Straight from the Gut»
- Jack and Suzy Welch — Winning: The Answers («Ответы на 74 ключевых вопроса о современном бизнесе», пер. с англ. — М.: Манн, Иванов и Фербер, 2007. — 192 c. — ISBN 978-5-902862-35-2)
- Jack Welch and Suzy Welch — Winning